# Fenobucarb
Fenobucarb ist eine chemische Verbindung aus der Gruppe der Carbamate, dessen Racemat als Wirkstoff in Pflanzenschutzmitteln eingesetzt wird.

## Gewinnung und Darstellung
Fenobucarb kann durch Reaktion von 2-sec-Butylphenol mit Phosgen zu 2-sec-Butylphenolchlorformiat, welches mit Methylamin zum Endprodukt reagiert, gewonnen werden.

## Verwendung
Fenobucarb wird als Insektizid im Reis-, Zuckerrohr-, Tee-, Weizen- und Gemüseanbau verwendet. 
Fenobucarb war und ist in der EU nicht als Wirkstoff in Pflanzenschutzmitteln zugelassen. In Deutschland, Österreich und der Schweiz sind keine Pflanzenschutzmittel mit diesem Wirkstoff zugelassen.